# Laurin & Klement – Škoda 125
Laurin & Klement – Škoda 125 nebo jen Škoda 125 byl lehký nákladní automobil vyráběný bývalou automobilkou Laurin & Klement mezi lety 1927–1929. Vzniklo 1650 vozů, vybavovaných řadou nástaveb, jako valníkovou, autobusovou, skříňovou a dalšími.

## Historie
Vůz Škoda 125 byl vyvinut ještě před fúzí automobilky Laurin & Klement a koncernu Akciová společnost, dříve Škodovy závody v roce 1925. Po konstrukční stránce se téměř nelišil od menšího typu Laurin & Klement 115, byl však vybaven větším a výkonnějším motorem, původem z osobního typu Laurin & Klement 120. Vůz se vyráběl v letech 1927–1929. Hospodářská konjunktura poloviny 20. let znamenala zvýšenou poptávku po lehkých užitkových automobilech. To se odrazilo na poměrně vysokém vyrobeném počtu 1650 vozů.
Malé autobusy Škoda 125 N (s nízkým rámem) měly kapacitu 10 sedících cestujících a sloužily u malých autodopravců na místních linkách, případně jako hotelové autobusy. Vyráběny byly v letech 1927–1931.

## Technické údaje

### Motor a převodovka
Motor byl řadový čtyřválec s rozvodem SV. Měl výkon 22 kW (30 koní) a objem válců 1944 cm³. Mohl jet maximálně 60 km/h.